# Drosophila mellea
Drosophila mellea är en tvåvingeart som beskrevs av Becker 1919. Drosophila mellea ingår i släktet Drosophila och familjen daggflugor.
Artens utbredningsområde är Bolivia.